# Black Ice
Black Ice es el decimoquinto álbum de estudio de la banda australiana de hard rock AC/DC, publicado en 2008.
Supone el primer álbum en ocho años tras la publicación de Stiff Upper Lip en 2000, así como la mayor diferencia entre dos álbumes de estudio hasta la fecha. El álbum fue producido por Brendan O'Brien y grabado y mezclado por Mike Fraser en The Warehouse Studio de Vancouver, Canadá.
El álbum ha tenido una gran aceptación y éxito entre los fanáticos y ha vendido 10 millones de álbumes en el mundo.

## Lista de canciones
Todas las canciones compuestas por Angus Young y Malcolm Young
1. "Rock 'n' Roll Train" - 4:22
2. "Skies On Fire" - 3:35
3. "Big Jack" - 4:00
4. "Anything Goes" - 3:23
5. "War Machine" - 3:10 (canción oficial de WrestleMania XXV).
6. "Smash N' Grab" - 4:07
7. "Spoilin' for a Fight" - 3:20
8. "Wheels" - 3:30
9. "Decibel" - 3:34
10. "Stormy May Day" - 3:11
11. "She Likes Rock 'n' Roll" - 3:53
12. "Money Made" - 4:16
13. "Rock n' Roll Dream" - 4:41
14. "Rocking All the Way" - 3:23
15. "Black Ice" - 3:30

## Personal

### AC/DC
- Brian Johnson: cantante
- Angus Young: guitarra
- Malcolm Young: guitarra rítmica y coros
- Cliff Williams: bajo y coros
- Phil Rudd: batería

### Equipo de sonido
- Brendan O'Brien: producción
- Mike Fraser: ingeniero y mezclas
- Eric Mosher: ingeniero asistente
- Billy Bowers: ingeniero adicional
- Guido Karp: fotografía
- Joshua Marc Levy: dirección artística, diseño e ilustraciones

## Fechas de lanzamiento
| País           | Fecha                  | Sello discográfico | Formato | Catálogo #    |
| -------------- | ---------------------- | ------------------ | ------- | ------------- |
| Europa         | 17 de octubre de 2008  | Columbia           | CD, LP  | #88697392232  |
| Australia      | 18 de octubre de 2008  | Sony Music         | CD      | #88697392382  |
| Reino Unido    | 20 de octubre de 2008  | Columbia           | CD, LP  | #88697392232  |
| Reino Unido    | 1 de diciembre de 2008 | Columbia           | CD      | #88697417452  |
| Estados Unidos | 20 de octubre de 2008  | Columbia           | CD      | #88697338292  |
| Japón          | 22 de octubre de 2008  | Sony Music         | CD      | SICP-2055     |
| Alemania       | 5 de diciembre de 2008 | Columbia           | CD      | #886974174523 |

### Posición en las listas a fin de año
| Año            | País                             | Lista                            | Ranking |
| -------------- | -------------------------------- | -------------------------------- | ------- |
| 2008           |                                  |                                  |         |
| Australia      | ARIA                             | 3                                |         |
| Estados Unidos | Nielsen SoundScan                | 5                                |         |
| Hungría        | Mahasz                           | 6                                |         |
| Alemania       | Media Control End of Year Albums | 7                                |         |
| Francia        | SNEP                             | 9                                |         |
| 2009           | Alemania                         | Media Control End of Year Albums | 13      |
| 2009           | Suiza                            | Swiss Albums Chart               | 26      |
| 2009           | Australia                        | ARIA                             | 37      |

### Sencillos
| Año  | Sencillo              | Lista                                | Posición |
| ---- | --------------------- | ------------------------------------ | -------- |
| 2008 | "Rock 'n' Roll Train" | Billboard Hot Mainstream Rock Tracks | 1        |
| 2008 | "Rock 'n' Roll Train" | Billboard Hot Modern Rock Tracks     | 25       |
| 2008 | "Rock 'n' Roll Train" | Billboard Hot Dance Club Play        | 30       |
| 2008 | "Big Jack"            | Billboard Hot Mainstream Rock Tracks | 10       |
| 2008 | "Big Jack"            | Canadian Hot 100                     | 89       |
| 2008 | "Big Jack"            | Portugal Singles Top 50              | 41       |
| 2009 | "Anything Goes"       | Billboard Hot Mainstream Rock Tracks | 34       |
| 2009 | "Money Made"          |                                      |          |

## Posicionamiento en listas
| País              | Lista                      | Posición |
| ----------------- | -------------------------- | -------- |
| Argentina         | CAPIF                      | 1        |
| Australia         | ARIA                       | 1        |
| Austria           | Music Control Europe       | 1        |
| Bélgica (Flandes) | Ultratop                   | 1        |
| Bélgica (Valonia) | Ultratop                   | 2        |
| Canadá            | Nielsen SoundScan          | 1        |
| Dinamarca         | IFPI Danmark               | 1        |
| Finlandia         | GLF                        | 1        |
| Francia           | SNEP/IFOP                  | 1        |
| Alemania          | IFPI                       | 1        |
| Irlanda           | IRMA                       | 1        |
| Italia            | FIMI                       | 1        |
| Japón             | Oricon international Chart | 3        |
| Países Bajos      | MegaCharts                 | 3        |
| Nueva Zelanda     | RIANZ                      | 1        |
| Noruega           | VG Nett                    | 1        |
| España            | PROMUSICAE                 | 1        |
| Suecia            | Sverigetopplistan          | 1        |
| Suiza             | Media Control Europe       | 1        |
| Reino Unido       | OCC                        | 1        |
| Estados Unidos    | Billboard 200              | 1        |